# Sophie Charlotte Ackermann

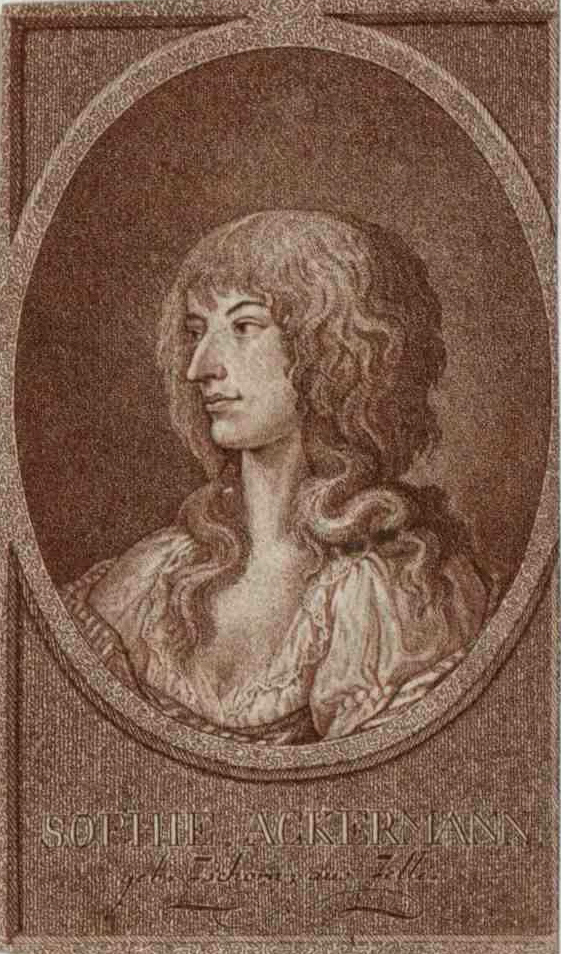
Sophie Ackermann

Sophie Charlotte Ackermann, geb. Bier(r)eichel, verh. Schröder (* 12. Mai 1714 in Berlin; † 13. Oktober 1792 in Hamburg) war eine deutsche Schauspielerin.

## Leben
Sophie Charlotte Bierreichel wurde als Tochter eines Goldstickers geboren. 1734 heiratete sie den Organisten Johann Dietrich Schröder. Die Ehe verlief nicht harmonisch, so dass sie sich bereits 1738 von ihrem Mann trennte, ohne sich jedoch scheiden zu lassen. Sie ging zum Theater und war seit 1740 Mitglied der Schönemannschen Truppe in Lüneburg, wo sie sich schon bald zu einer außerordentlichen Schauspielerin entwickelte. Der Truppe gehörte ab 1740 auch ihr späterer zweiter Ehemann Konrad Ernst Ackermann an. Beide verließen die Schönemannsche Truppe 1742 im Streit. Schröder wurde im selben Jahr die Leiterin einer eigenen Schauspieltruppe, der auch Konrad Ernst Ackermann angehörte. Private Veränderungen in ihrem Leben förderten die Auflösung der wenig erfolgreichen Truppe im Jahre 1744, in dem auch ihr Sohn Friedrich Ludwig Schröder geboren wurde und ihr Ehemann verstarb.
Sie versuchte in den folgenden Jahren, ihre Kleinfamilie durch Stickereien zu ernähren, kehrte aber 1746 auf die Bühne zurück und unternahm längere Reisen mit der Hilverdingschen Truppe. Unter anderem kam sie nach Danzig (1746), Königsberg (1747), Sankt Petersburg und Moskau  (1748). In Moskau heiratete sie 1749 Konrad Ernst Ackermann, worauf dieser 1751 in Königsberg die Ackermannsche Truppe gründete, der ab 1763 auch der Schauspieler Konrad Ekhof angehörte. Ackermann wirkte ebenso in dieser Truppe mit wie ihre beiden Töchter aus zweiter Ehe Dorothea (1752–1821) und Charlotte (1757–1775), die bereits im Kleinkindalter mit der Truppe auf der Bühne standen.
Infolge des Siebenjährigen Krieges verließ die Schauspieltruppe Ostpreußen. Es schlossen sich zahlreiche Gastspiele in Deutschland an. Die Truppe traf 1755 in Berlin auf Gotthold Ephraim Lessing und führte dessen Miss Sara Sampson zum ersten Male auf. Ackermann gab bei der Uraufführung die Lady Marwood. Wanderjahre führten daraufhin nach Warschau, Leipzig, Zürich und Straßburg, bis die Ackermannsche Truppe sich 1764 in Hamburg niederließ. Hier galt Ackermann als erste Schauspielerin; sie selbst verglich sich gerne mit der Neuberin. Nach dem Tod ihres Mannes 1771 trat sie nur noch selten auf. Sie beendete 1772 ihre Bühnenlaufbahn und gab 1780 auch die Leitung der Ackermannschen Truppe ab. Die letzten Jahre ihres Lebens widmete sie sich der Ausbildung junger Schauspielerinnen.